# Europese integratie
Europese integratie, ook wel Europese eenwording of Europese eenmaking, is het eenwordingsproces van Europese landen. Dit wordt tegenwoordig vooral geleid door de Raad van Europa en de Europese Unie.

## Algemeen
Door de gemeenschappelijke wetgeving op Europees niveau, de afschaffing van grenscontroles (vervaging van grenzen), een gemeenschappelijke munt (de euro) en andere zaken, gaat Europa zich steeds meer als één entiteit gedragen en ontstaat er een soort pan-Europese identiteit. Voorstanders hiervan zijn Europeanisten of eurofielen, tegenstand tegen de Europese eenwording wordt Euroscepsis genoemd. Europeanisme en Euroscepsis zijn overigens geen antoniemen van elkaar. Eurosceptisch staat tegenover pro-Europees en europeanisme (eurofilie) staat tegenover eurofobie.

## Geschiedenis

### Eerste pogingen
De Europese integratie is in grote lijnen begonnen met de oprichting van de BLEU in 1921 en van de Benelux in 1944. Na de Tweede Wereldoorlog was Europa een politiek vacuüm dat opgevuld moest worden. WO II had namelijk voor desintegratie gezorgd binnen Europa.
De eerste echte stappen kwamen in 1947 vanuit de Verenigde Staten met het Marshallplan. De VS waren bang dat Europa communistisch zou worden en probeerden met dit plan de economie van Europa te verbeteren. Daaruit volgde de oprichting van de OEES in 1948.
Na het Congres van Den Haag in 1948 werd in 1949 de Raad van Europa opgericht onder leiding van P.H. Spaak. Deze Raad richtte vervolgens het Europees Gerechtshof in Straatsburg op.
In 1950 is een poging tot militaire integratie (de EDG) op niets uitgedraaid.

### Eerste successen
De eerste doorbraak kwam in 1951 met de oprichting van de EGKS, de Europese Gemeenschap voor Kolen en Staal.
Deelnemers aan deze gemeenschap waren Frankrijk, de Bondsrepubliek Duitsland, België, Luxemburg, Nederland en Italië.
Een van de grote motoren achter de EGKS was Robert Schuman, toenmalig Frans Minister van Buitenlandse Zaken.
De EGKS was de eerste echte Hoge Autoriteit in Europa, en dus het eerste echte supranationaal orgaan.

### Eigenlijke doorbraak
De eigenlijke doorbraak in de Europese integratie kwam in 1957 na de Verdragen van Rome.

Ten eerste werd Euratom opgericht, een Europees atoomgemeenschap.
Ten tweede was er de EEG, de Europese Economische Gemeenschap. Binnen de EEG ontstond een vrijhandelszone.
Ten derde werden de Ministerraden toegevoegd, naast de Europese Commissie, zodat er min of meer een evenwicht kwam tussen het supranationale en het nationale van Europa. Verder werd in 1957 ook het Europese Parlement opgericht.
Als tegenreactie op de EEG richtte het Verenigd Koninkrijk vervolgens de EVA op in 1959. Dit om hun Gemenebest te beschermen.

### De jaren zestig
In de jaren zestig stagneerde de Europese integratie. Dit kwam voornamelijk door de positie die Charles de Gaulle (de toenmalige president van Frankrijk) innam binnen de Europese Commissie. Hij was namelijk tegen de toetreding van Groot-Brittannië omdat hij dit zag als een soort Paard van Troje in de Europese integratie. Terwijl hij zelf eerder nationalistisch ingesteld was dan supranationalistisch. Ook voerde hij een legestoelpolitiek omdat hij voorstander was van het unanimiteitsprincipe en niet van het meerderheidsprincipe binnen de EGKS. Wel ontstond in deze periode Spel zonder Grenzen wat de Europese Gedachte versterkte.

In 1967 werden de Hoge Autoriteit van de EGKS en de Commissies van de  Euratom en de EEG samengevoegd tot een Commissie.

### De jaren zeventig
In 1973 worden Ierland, het Verenigd Koninkrijk (De Gaulle is in 1969 afgetreden als president van Frankrijk) en Denemarken lid van de EG.
De Britse soevereiniteitsdrang zorgt echter voor het ontstaan van het Euroscepsisme. En de economische crisis van de jaren zeventig zorgt voor een nationalistische reflex binnen de EG. In 1974 wordt de Europese Raad opgericht. Op de Conventie van Lomé wordt het Stabexsysteem goedgekeurd, dit  zorgt voor een stabilisering van de export door een vaste minimumprijs in te voeren.
In 1979 wordt dan het Europees Monetair Stelsel (EMS) ingevoerd.
Ook zijn er in deze periode de eerste rechtstreekse Europese Parlementsverkiezingen. Dit was erg duur, vooral daar het Europese Parlement in die jaren niet echt veel deed. Het was eerder een veredelde adviesraad dan een echt parlement.

### De jaren tachtig

De Europese vlag

In 1981 treedt Griekenland toe tot de EG, in 1986 gevolgd door Spanje en Portugal. Ook wordt de eerste voorwaarde voor toetreding bepaald: het toetredend land moet een democratie zijn.
Verder wordt in deze periode het landbouwbudget verminderd (op aandringen van het Verenigd Koninkrijk) en het industriebudget vergroot.
In 1985 ondertekenen België, Nederland, Luxemburg, de Bondsrepubliek Duitsland en Frankrijk de Verdragen van Schengen. Die zorgden ervoor dat er geen echte binnengrenzen meer waren tussen deze landen.
De Europese Akte van 1986 zorgt voor een gemeenschappelijke economische Europese markt, betere integratie van het meerderheidsprincipe en geeft meer bevoegdheden aan het Europees Parlement. In datzelfde jaar wordt Jacques Delors aangesteld tot Voorzitter van de Europese Commissie. Hij richt de EMU op in 1988 en leidt zo een tijdperk in dat uiteindelijk zal leiden tot de euro.
In de jaren tachtig worden de identiteitskaarten van inwoners van de EG over de hele gemeenschap geldig, wordt de Europese vlag voorgesteld en kiest men Ode an die Freude als Europese Hymne, dit zeer tegen de zin van Groot-Brittannië dat schrik had dat deze populairder zouden worden dan haar eigen vlag en volkslied.
Margaret Thatcher, die op dat moment premier is van Groot-Brittannië hanteert in de jaren tachtig een 'principe du juste retour, dit houdt in dat ze wil dat het Verenigd Koninkrijk evenveel terug krijgt van de EG als het eraan bijdraagt.

### De jaren negentig
Door de toetreding van de ex-DDR tot het geldigheidsbereik van de Duitse grondwet wordt ook de EG uitgebreid.  Het Verdrag van Maastricht dat in werking trad vanaf 1993 was een mijlpaal in de geschiedenis van de Europese integratie. In dat verdrag werd de Europese samenwerking verruimd van een economische naar een economische én politieke gemeenschap. Sindsdien vormen de vorige drie Europese Gemeenschappen (Euratom, EG en EGKS) samen de Europese Unie (EU). Economisch zorgde dit verdrag voor de Maastrichtnorm, die bepaalt dat een land maximaal 60% van zijn BBP aan staatsschulden mag hebben en maximaal 3% van zijn BBP aan begrotingstekort. Met die norm tracht de EU al haar economieën naar elkaar te brengen.
In 1995 traden Finland, Zweden en Oostenrijk toe tot de Europese Unie. Men spreekt nu van 'Het Europa van de Vijftien'.
Als onderdeel van de poging om alle economieën dichter bij elkaar te krijgen wordt in 1999 de Eurozone ingevoerd. Dit zorgt ervoor dat alle landen van de EU (met uitzondering van het Verenigd Koninkrijk, Zweden en Denemarken) eenzelfde munt krijgen, de euro. Hun eigen munt blijft wel nog drie jaar bestaan.

### De jaren nul
In 2001 werd het Verdrag van Nice gesloten. Met oog op de uitbreiding van de Europese Unie worden instellingen gedeeltelijk hervormd. Het is tevens een wijziging van het Verdrag van Amsterdam.
Vanaf 2002 werd de euro de enige munt in landen van de Eurozone.
In 2004 wordt het 'Europa van de Vijftien' omgevormd tot een 'Europa van de Vijfentwintig' door de toetreding van Cyprus, Estland, Hongarije, Letland, Litouwen, Malta, Polen, Slovenië, Slowakije en Tsjechië.
Drie jaar later komen ten slotte Roemenië en Bulgarije er nog bij.
In 2007 wordt het Verdrag van Lissabon ondertekend. Dit zorgt voor een herschikking van de macht binnen de EU en vervangt eigenlijk de verworpen Europese grondwet.

### De jaren tien
Vanaf 1 januari 2010 begon de effectieve ambtstermijn van Herman Van Rompuy als eerste permanente voorzitter van de Europese Raad, een functie die informeel ook wel 'President van Europa' genoemd wordt.  In juli 2013 werd Kroatië lidstaat, wat de EU brengt tot de vorm die zij nu heeft.
In 2015 ervaarde de EU de Europese vluchtelingencrisis en de eurocrisis. Als gevolg hiervan organiseerde het Verenigd Koninkrijk in juni 2016 een referendum over het lidmaatschap van de EU. Het Engelse volk koos voor een Brexit: de uittreding van het Verenigd Koninkrijk uit de EU.

### De jaren twintig
In 2023 nam Kroatië de euro aan als munteenheid. Sinds de oorlog in Oekraïne startte werd er vanuit dat land ook de wens uit gesproken zich aan te sluiten bij de Europese Unie. Dit genoot steun bij vele Europese landen. In 2023 verkreeg Georgië kandidaat status om in de toekomst toe te treden tot de EU. In 2025 werd ook in Armenië een wetsvoorstel voorgesteld om in de toekomst misschien toe te treden tot de Europese Unie.

## Tijdlijn
Tijdlijn met daarin de ontwikkeling van structuren binnen de Europese Unie
|                          |                                        |                                                          |                                                          |                                                          |                                                          |                           |                           |                    |      |          |      |
| 1948                     | 1952                                   | 1958                                                     | 1967                                                     | 1987                                                     | 1993                                                     | 1993                      | 1999                      | 2002               | 2003 | 2009     | 2011 |
| Brussel                  | EGKS                                   | EEG / Euratom                                            | Fusieverdrag                                             | Europese Akte                                            | EU-Verdrag                                               | EU-Verdrag                | Amsterdam                 |                    | Nice | Lissabon |      |
|                          |                                        |                                                          | Europese Gemeenschap voor Kolen en Staal (EGKS)          |                                                          |                                                          |                           |                           |                    |      |          |      |
|                          |                                        | Europese Gemeenschap voor Atoomenergie (EURATOM)         |                                                          |                                                          |                                                          |                           |                           |                    |      |          |      |
|                          | Europese Economische Gemeenschap (EEG) | Europese Economische Gemeenschap (EEG)                   | → P Ĳ L E R S →                                          |                                                          | Europese Gemeenschap (EG)                                | Europese Gemeenschap (EG) | Europese Gemeenschap (EG) | Europese Unie (EU) |      |          |      |
|                          | ↑Europese Gemeenschappen↑              | ↑Europese Gemeenschappen↑                                | ↑Europese Gemeenschappen↑                                | Justitie & Binnenlandse Zaken (JBZ)                      | Europese Gemeenschap (EG)                                | Europese Gemeenschap (EG) | Europese Gemeenschap (EG) | Europese Unie (EU) |      |          |      |
|                          |                                        | Politiële & justitiële samenwerking in strafzaken (PJSS) | → P Ĳ L E R S →                                          |                                                          |                                                          |                           |                           | Europese Unie (EU) |      |          |      |
|                          | Europese politieke samenwerking (EPS)  | Gemeenschappelijk buitenlands & veiligheidsbeleid (GBVB) | Gemeenschappelijk buitenlands & veiligheidsbeleid (GBVB) | Gemeenschappelijk buitenlands & veiligheidsbeleid (GBVB) | Gemeenschappelijk buitenlands & veiligheidsbeleid (GBVB) |                           |                           | Europese Unie (EU) |      |          |      |
|                          | Europese politieke samenwerking (EPS)  |                                                          |                                                          |                                                          |                                                          |                           |                           | Europese Unie (EU) |      |          |      |
| West-Europese Unie (WEU) |                                        |                                                          |                                                          |                                                          |                                                          |                           |                           | Europese Unie (EU) |      |          |      |
|                          |                                        |                                                          |                                                          |                                                          |                                                          |                           |                           |                    |      |          |      |